# Гамбург Фризерс

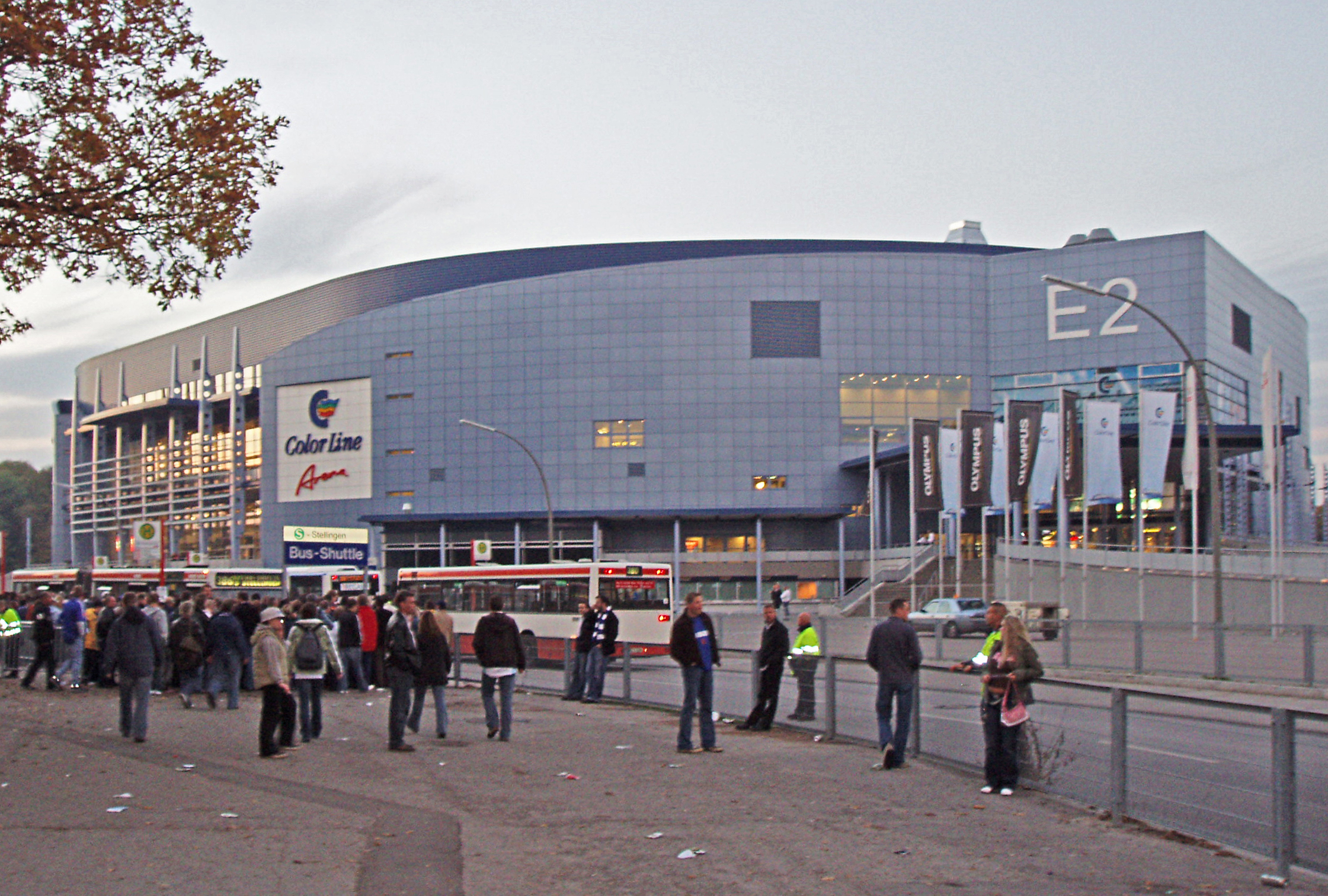
Color Line Arena

«Га́мбург Фри́зерс» (нем. Hamburg Freezers — Морозильники Гамбурга) — немецкий хоккейный клуб из города Гамбург. Выступал в Немецкой хоккейной лиге с 2002 по 2016 год.
С 1999 по 2002 год выступал под названием «Мюнхен Баронс» и базировался в Мюнхене.

## История
В 1999—2000 клуб назывался «Мюнхен Баронс» (нем. München Barons) и находился в Мюнхене.
Летом 2002 года команда переехала в Гамбург и стала называться «Гамбург Фризерс» (нем. Hamburg Freezers).
С 2002 года клуб проводит домашние матчи на Color Line Arena в Гамбурге.
В 2016 году руководство компании "Anschutz Entertainment Group", владевшей клубом, приняло решение не продлевать спортивную лицензию на последующий сезон. Таким образом команда была расформирована.

## Достижения
- Плей-офф— полуфинал в чемпионате Германии — 2004.